# بیگ ولز (تگزاس)
بیگ ولز، تگزاس(به انگلیسی: Big Wells, Texas) شهری در ایالت تگزاس از ایالات جنوبی ایالات متحده آمریکا است. در سرشماری سال ۲۰۰۰، جمعیت این شهر ۷۰۴ نفر اعلام شد.